# Łubienko

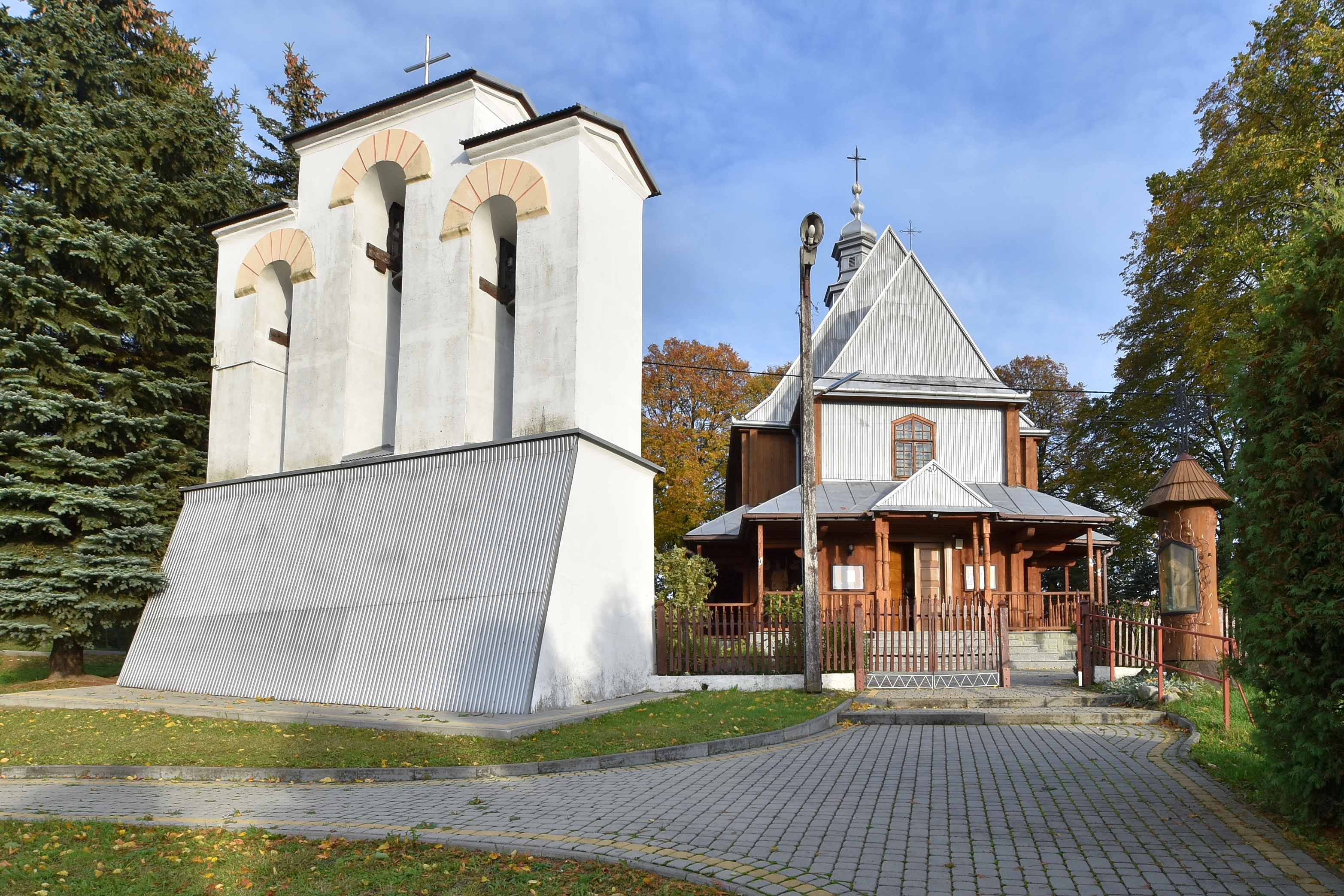
Kościół parafialny Świętych Apostołów Szymona i Judy Tadeusza

Łubienko – wieś w Polsce położona w województwie podkarpackim, w powiecie jasielskim, w gminie Tarnowiec.
W latach 1975–1998 miejscowość administracyjnie należała do województwa krośnieńskiego.

## Części wsi
| SIMC    | Nazwa    | Rodzaj    |
| ------- | -------- | --------- |
| 0360951 | Kopaniny | część wsi |
| 0360968 | Rokicina | część wsi |
| 0360974 | Zalas    | część wsi |

## Historia
Nazwę miejscowości odnotowano w 1478 jako Lubyenko.
W 1544 roku w Łubienku biskup sufragan Walerian Władysławski, dominikanin, poświęcił modrzewiowy kościół pw. Świętych Apostołów Szymona i Judy Tadeusza. W 1857 na miejscu starej świątyni wybudowano nowy, drewniany kościół, który uległ zniszczeniu w czasie działań wojennych w 1944. Obecnie istniejącą świątynię także drewnianą zbudowano w latach 1948–51 z charakterystycznymi sobotami i pełni funkcję kościoła parafialnego.
Parafia w Łubienku należy do dekanatu Krosno III w archidiecezji przemyskiej.
Nauka do 1940 w Łubienku odbywała się w domach prywatnych, między innymi w mieszkaniu Stanisława Czai. W 1944 front przebiegał również przez Łubienko i wieś uległa zniszczeniu, a ludność została wysiedlona. Zniszczoną nową szkołę po wojnie odbudowano.